# نهر بانيواسين
نهر بانيواسين ((بالإندونيسية: Sungai Banyuasin)‏، يعني: نهر الماء المملح) هو نهر في شمال سومطرة، إندونيسيا.